# Клубний чемпіонат світу з футболу 2010
Клубний чемпіонат світу з футболу 2010 (англ. 2010 FIFA Club World Cup) — 7-й розіграш щорічного клубного футбольного турніру, проведеного ФІФА серед переможців головних континентальних турнірів. Пройшов у Абу-Дабі, ОАЕ з 8 по 18 грудня 2010 року. Іншими країнами, які подавали заявки на проведення цього турніру, були Австралія і Японія. Португалія спочатку подала заявку, але пізніше відмовилася від турніру. Вперше в історії цього турніру команда не з традиційного міжконтинентального суперництва Європи і Південної Америки вийшла у фінал. Футбольний клуб «ТП Мазембе» з Демократичної Республіки Конго у півфіналі переміг південноамериканський клуб «Інтернасьонал» з Бразилії з рахунком 2-0.
Переможцем турніру став міланський «Інтернаціонале» з Італії, який у фіналі обіграв «ТП Мазембе» з рахунком 3-0. «Інтернаціонале» завоював третій подібний трофей у своїй історії, не пропустивши жодного м'яча у турнірі. Раніше «Інтернаціонале» перемагав у розіграшах Міжконтинентального кубка у 1964 і 1965 роках.

## Кваліфікація
У розіграші взяли участь 7 команд. Матчі пройшли за системою плей-оф. Крім переможців континентальних турнірів, у клубному чемпіонаті взяв участь представник приймаючої країни — чемпіон ОАЕ 2009/10 — «Аль-Вахда».
Чемпіон ОАЕ і переможець Ліги чемпіонів ОФК почав турнір з 1/8 фіналу; переможці Ліги чемпіонів АФК, Ліги чемпіонів КАФ і Ліги чемпіонів КОНКАКАФ — з 1/4 фіналу; переможці Кубка Лібертадорес і Ліги чемпіонів — з 1/2 фіналу.
Крім того, «Інтернасьонал» вигравав Клубний чемпіонат світу з футболу 2006 і став першим клубом, що взяв участь у турнірі після перемоги.
| Команда                | Конфедерація           | Кваліфікація                               | Участь                 |
| Починають з 1/2 фіналу | Починають з 1/2 фіналу | Починають з 1/2 фіналу                     | Починають з 1/2 фіналу |
| ---------------------- | ---------------------- | ------------------------------------------ | ---------------------- |
| «Інтернасьонал»        | КОНМЕБОЛ               | Переможець Кубка Лібертадорес 2010         | 2-й раз                |
| «Інтернаціонале»       | УЄФА                   | Переможець Ліги чемпіонів УЄФА 2009/10     | 1-й раз                |
| Починають з 1/4 фіналу |                        |                                            |                        |
| «Соннам Ільхва Чхонма» | АФК                    | Переможець Ліги чемпіонів АФК 2010         | 1-й раз                |
| «ТП Мазембе»           | КАФ                    | Переможець Ліги чемпіонів КАФ 2010         | 2-й раз                |
| «Пачука»               | КОНКАКАФ               | Переможець Ліги чемпіонів КОНКАКАФ 2009/10 | 3-й раз                |
| Починають з 1/8 фіналу |                        |                                            |                        |
| «Хекарі Юнайтед»       | ОФК                    | Переможець Ліги чемпіонів ОФК 2009/10      | 1-й раз                |
| «Аль-Вахда»            | Господар               | Чемпіон ОАЕ 2009/10                        | 1-й раз                |

## Судді
| Confederation | Referee          | Assistant referees                  |
| ------------- | ---------------- | ----------------------------------- |
| АФК           | Бен Вільямс      | Родні Аллен Мохамедреза Абдулфазіль |
| АФК           | Юїті Нісімура    | Тосіюкі Нагі Тору Сагара            |
| КАФ           | Деніел Беннет    | Еваріст Менкуанде Рудуан Ахік       |
| CONCACAF      | Роберто Морено   | Леонель Леаль Деніел Вілльямсон     |
| CONMEBOL      | Віктор Каррільйо | Хонні Боссіо Хорхе Юпанкві          |
| ОФК           | Майкл Гестер     | Ян-Хендрік Хінц Тевіта Макасіні     |
| UEFA          | Бйорн Кейперс    | Беррі Сімонс Сандер ван Рокель      |

## Стадіони
| Абу-Дабі                                                                        | Абу-Дабі                                                                        | «Мохаммед бін Заєд» «Шейх Заєд»Клубний чемпіонат світу з футболу 2010 (ОАЕ) | «Мохаммед бін Заєд» «Шейх Заєд»Клубний чемпіонат світу з футболу 2010 (ОАЕ) | «Мохаммед бін Заєд» «Шейх Заєд»Клубний чемпіонат світу з футболу 2010 (ОАЕ) | «Мохаммед бін Заєд» «Шейх Заєд»Клубний чемпіонат світу з футболу 2010 (ОАЕ) | «Мохаммед бін Заєд» «Шейх Заєд»Клубний чемпіонат світу з футболу 2010 (ОАЕ) |
| «Мохаммед бін Заєд»                                                             | «Шейх Заєд»                                                                     | «Мохаммед бін Заєд» «Шейх Заєд»Клубний чемпіонат світу з футболу 2010 (ОАЕ) | «Мохаммед бін Заєд» «Шейх Заєд»Клубний чемпіонат світу з футболу 2010 (ОАЕ) | «Мохаммед бін Заєд» «Шейх Заєд»Клубний чемпіонат світу з футболу 2010 (ОАЕ) | «Мохаммед бін Заєд» «Шейх Заєд»Клубний чемпіонат світу з футболу 2010 (ОАЕ) | «Мохаммед бін Заєд» «Шейх Заєд»Клубний чемпіонат світу з футболу 2010 (ОАЕ) |
| 24°27′09.95″ пн. ш. 54°23′31.27″ сх. д. / 24.4527639° пн. ш. 54.3920194° сх. д. | 24°24′57.92″ пн. ш. 54°27′12.93″ сх. д. / 24.4160889° пн. ш. 54.4535917° сх. д. | «Мохаммед бін Заєд» «Шейх Заєд»Клубний чемпіонат світу з футболу 2010 (ОАЕ) | «Мохаммед бін Заєд» «Шейх Заєд»Клубний чемпіонат світу з футболу 2010 (ОАЕ) | «Мохаммед бін Заєд» «Шейх Заєд»Клубний чемпіонат світу з футболу 2010 (ОАЕ) | «Мохаммед бін Заєд» «Шейх Заєд»Клубний чемпіонат світу з футболу 2010 (ОАЕ) | «Мохаммед бін Заєд» «Шейх Заєд»Клубний чемпіонат світу з футболу 2010 (ОАЕ) |
| Місткість: 42,056                                                               | Місткість: 50,000                                                               | «Мохаммед бін Заєд» «Шейх Заєд»Клубний чемпіонат світу з футболу 2010 (ОАЕ) | «Мохаммед бін Заєд» «Шейх Заєд»Клубний чемпіонат світу з футболу 2010 (ОАЕ) | «Мохаммед бін Заєд» «Шейх Заєд»Клубний чемпіонат світу з футболу 2010 (ОАЕ) | «Мохаммед бін Заєд» «Шейх Заєд»Клубний чемпіонат світу з футболу 2010 (ОАЕ) | «Мохаммед бін Заєд» «Шейх Заєд»Клубний чемпіонат світу з футболу 2010 (ОАЕ) |
|                                                                                 |                                                                                 | «Мохаммед бін Заєд» «Шейх Заєд»Клубний чемпіонат світу з футболу 2010 (ОАЕ) | «Мохаммед бін Заєд» «Шейх Заєд»Клубний чемпіонат світу з футболу 2010 (ОАЕ) | «Мохаммед бін Заєд» «Шейх Заєд»Клубний чемпіонат світу з футболу 2010 (ОАЕ) | «Мохаммед бін Заєд» «Шейх Заєд»Клубний чемпіонат світу з футболу 2010 (ОАЕ) | «Мохаммед бін Заєд» «Шейх Заєд»Клубний чемпіонат світу з футболу 2010 (ОАЕ) |

## Склади
Кожна команда могла заявити по 23 футболісти, три з яких мають бути воротарями.

## Таблиця
Жребкування матчів чвертьфіналу було проведено 27 жовтня 2010 року в штаб-квартирі ФІФА в Цюриху, Швейцарія.
|  | Плей-оф              | Плей-оф              |                      |            | Чвертьфінал          | Чвертьфінал          |                 |                 | Півфінал | Півфінал |  |  | Фінал                | Фінал                |
|  | 8 грудня — Абу-Дабі  |                      |                      |            |                      |                      |                 |                 |          |          |  |  |                      |                      |
|  | Аль-Вахда            | 3                    |                      |            | 11 грудня — Абу-Дабі | 11 грудня — Абу-Дабі |                 |                 |          |          |  |  |                      |                      |
|  | Аль-Вахда            | 3                    |                      |            | 11 грудня — Абу-Дабі | 11 грудня — Абу-Дабі |                 |                 |          |          |  |  |                      |                      |
|  | Хекарі Юнайтед       | 0                    |                      |            | Аль-Вахда            | 1                    |                 |                 |          |          |  |  |                      |                      |
|  | Хекарі Юнайтед       | 0                    | 15 грудня — Абу-Дабі |            | Аль-Вахда            | 1                    |                 |                 |          |          |  |  |                      |                      |
|  |                      |                      |                      |            | Соннам Ільхва        | 4                    |                 |                 |          |          |  |  |                      |                      |
|  | Соннам Ільхва        | 0                    |                      |            | Соннам Ільхва        | 4                    |                 |                 |          |          |  |  |                      |                      |
|  | Соннам Ільхва        | 0                    |                      |            |                      |                      |                 |                 |          |          |  |  |                      |                      |
|  |                      |                      | Інтернаціонале       | 3          |                      |                      |                 |                 |          |          |  |  |                      |                      |
|  |                      |                      | Інтернаціонале       | 3          |                      |                      |                 |                 |          |          |  |  |                      |                      |
|  |                      |                      | 18 грудня — Абу-Дабі |            |                      |                      |                 |                 |          |          |  |  |                      |                      |
|  |                      |                      |                      |            |                      |                      |                 |                 |          |          |  |  |                      |                      |
|  | Інтернаціонале       | 3                    |                      |            |                      |                      |                 |                 |          |          |  |  |                      |                      |
|  | Інтернаціонале       | 3                    | 10 грудня — Абу-Дабі |            |                      |                      |                 |                 |          |          |  |  |                      |                      |
|  |                      | ТП Мазембе           | 0                    |            |                      |                      |                 |                 |          |          |  |  |                      |                      |
|  |                      |                      | 0                    | ТП Мазембе | 1                    |                      |                 |                 |          |          |  |  |                      |                      |
|  | 14 грудня — Абу-Дабі |                      |                      | ТП Мазембе | 1                    |                      |                 |                 |          |          |  |  |                      |                      |
|  |                      | Пачука               | 0                    |            |                      |                      |                 |                 |          |          |  |  |                      |                      |
|  | ТП Мазембе           | Пачука               | 0                    | 2          |                      |                      |                 |                 |          |          |  |  |                      |                      |
|  | ТП Мазембе           | Матч за 5 місце      | Матч за 5 місце      | 2          |                      |                      | Матч за 3 місце | Матч за 3 місце |          |          |  |  |                      |                      |
|  |                      | Матч за 5 місце      | Матч за 5 місце      |            | Інтернасьонал        | 0                    | Матч за 3 місце | Матч за 3 місце |          |          |  |  |                      |                      |
|  | Пачука (п.)          | 2 (4)                | Соннам Ільхва        | 2          | Інтернасьонал        | 0                    |                 |                 |          |          |  |  |                      |                      |
|  | Пачука (п.)          | 2 (4)                | Соннам Ільхва        | 2          |                      |                      |                 |                 |          |          |  |  |                      |                      |
|  | Аль-Вахда            | 2 (2)                | Інтернасьонал        | 4          |                      |                      |                 |                 |          |          |  |  |                      |                      |
|  | Аль-Вахда            | 2 (2)                | Інтернасьонал        | 4          |                      |                      |                 |                 |          |          |  |  |                      |                      |
|  | 15 грудня — Абу-Дабі | 15 грудня — Абу-Дабі |                      |            |                      |                      |                 |                 |          |          |  |  | 18 грудня — Абу-Дабі | 18 грудня — Абу-Дабі |

## Матчі
Місцевий час (UTC+4)

### 1/8 фіналу
| 8 грудня 2010 20:00 |

| Аль-Вахда                        | 3:0  | Хекарі Юнайтед |
| -------------------------------- | ---- | -------------- |
| Уго Енріке 40' Бая 44' Жумаа 71' | Звіт |                |

| Мохаммед бін Заєд, Абу-Дабі Глядачів: 23 895 Арбітр: Даніель Беннет |

### 1/4 фіналу
| 10 грудня 2010 20:00 |

| ТП Мазембе | 1:0  | Пачука |
| ---------- | ---- | ------ |
| Беді 21'   | Звіт |        |

| Мохаммед бін Заєд, Абу-Дабі Глядачів: 17 960 Арбітр: Юїті Нісімура |

| 11 грудня 2010 20:00 |

| Аль-Вахда | 1:4  | Соннам Ільхва Чхонма                                    |
| --------- | ---- | ------------------------------------------------------- |
| Бая 27'   | Звіт | Моліна 4' Огненовскі 30' Чхве Сон Гук 71' Чо Донгон 81' |

| Шейх Заєд, Абу-Дабі Глядачів: 30 625 Арбітр: Віктор Каррільйо |

### 1/2 фіналу
| 14 грудня 2010 20:00 |

| ТП Мазембе                | 2:0  | Інтернасьонал |
| ------------------------- | ---- | ------------- |
| Кабангу 53' Калуїтука 85' | Звіт |               |

| Мохаммед бін Заєд, Абу-Дабі Глядачів: 22 131 Арбітр: Бйорн Кейперс |

| 15 грудня 2010 21:00 |

| Соннам Ільхва Чхонма | 0:3  | Інтернаціонале                      |
| -------------------- | ---- | ----------------------------------- |
|                      | Звіт | Станкович 3' Санетті 32' Міліто 73' |

| Шейх Заєд, Абу-Дабі Глядачів: 35 995 Арбітр: Роберто Морено |

### Матч за 5-е місце
| 15 грудня 2010 18:00 |

| Пачука            | 2:2  | Аль-Вахда              |
| ----------------- | ---- | ---------------------- |
| Цвитанич 82', 89' | Звіт | Матар 44' М. Хаміс 77' |

| Шейх Заєд, Абу-Дабі Глядачів: 10 908 Арбітр: Даніель Беннет |

|                                      |     | Пенальті                            |  |
| Цвитанич · Лопес · Муньйос · Брауліо | 4:2 | Уго Енріке · Саеед · Жумаа · Диарра |  |

### Матч за 3-е місце
| 18 грудня 2010 18:00 |

| Інтернасьонал                                  | 4:2  | Соннам Ільхва Чхонма |
| ---------------------------------------------- | ---- | -------------------- |
| Тінга 15' Александро 27', 71' Д’Алессандро 53' | Звіт | Моліна 84', 90+3'    |

| Шейх Заєд, Абу-Дабі Глядачів: 16 563 Арбітр: Майкл Гестер |

### Фінал
| 18 грудня 2010 21:00 |

| ТП Мазембе | 0:3  | Інтернаціонале                    |
| ---------- | ---- | --------------------------------- |
|            | Звіт | Пандєв 13' Ето'о 17' Б'яб'яні 85' |

| Шейх Заєд, Абу-Дабі Глядачів: 42 174 Арбітр: Юїті Нісімура |

## Бомбардири
| Місце | Гравець             | Клуб                 | Голи |
| ----- | ------------------- | -------------------- | ---- |
| 1     | Маурісіо Моліна     | Соннам Ільхва Чхонма | 3    |
| 2     | Фернандо Бая        | Аль-Вахда            | 2    |
| 2     | Даріо Цвитанич      | Пачука               | 2    |
| 2     | Александро          | Інтернасьонал        | 2    |
| 5     | Уго Енріке          | Аль-Вахда            | 1    |
| 5     | Махмуд Хаміс        | Аль-Вахда            | 1    |
| 5     | Ісмаїл Матар        | Аль-Вахда            | 1    |
| 5     | Абдулрахім Жумаа    | Аль-Вахда            | 1    |
| 5     | Саша Огненовскі     | Соннам Ільхва Чхонма | 1    |
| 5     | Чхве Сон Гук        | Соннам Ільхва Чхонма | 1    |
| 5     | Чо Донгон           | Соннам Ільхва Чхонма | 1    |
| 5     | Мбенза Беді         | ТП Мазембе           | 1    |
| 5     | Мулота Кабангу      | ТП Мазембе           | 1    |
| 5     | Діоко Калуїтука     | ТП Мазембе           | 1    |
| 5     | Деян Станкович      | Інтернаціонале       | 1    |
| 5     | Хав'єр Санетті      | Інтернаціонале       | 1    |
| 5     | Дієго Міліто        | Інтернаціонале       | 1    |
| 5     | Горан Пандєв        | Інтернаціонале       | 1    |
| 5     | Самюель Ето'о       | Інтернаціонале       | 1    |
| 5     | Жонатан Б'яб'яні    | Інтернаціонале       | 1    |
| 5     | Тінгу               | Інтернасьонал        | 1    |
| 5     | Андрес Д'Алессандро | Інтернасьонал        | 1    |

## Підсумки турніру

### Підсумкове становище
| Місце | Команда              | Конфедерація | І | В | Н | П | ГЗ | ДП | ±  |
| ----- | -------------------- | ------------ | - | - | - | - | -- | -- | -- |
| 1     | Інтернаціонале       | УЄФА         | 2 | 2 | 0 | 0 | 6  | 0  | +6 |
| 2     | ТП Мазембе           | КАФ          | 3 | 2 | 0 | 1 | 3  | 3  | 0  |
| 3     | Інтернасьонал        | КОНМЕБОЛ     | 2 | 1 | 0 | 1 | 4  | 4  | 0  |
| 4     | Соннам Ільхва Чхонма | АФК          | 3 | 1 | 0 | 2 | 6  | 8  | −2 |
| 5     | Пачука               | КОНКАКАФ     | 2 | 0 | 1 | 1 | 2  | 3  | −1 |
| 6     | Аль-Вахда            | Господар     | 3 | 1 | 1 | 1 | 6  | 6  | 0  |
| 7     | Хекарі Юнайтед       | ОФК          | 1 | 0 | 0 | 1 | 0  | 3  | −3 |

### Нагороди
| Золотий м'яч                   | Срібний м'яч                 | Бронзовий м'яч                      |
| ------------------------------ | ---------------------------- | ----------------------------------- |
| Самюель Ето'о (Інтернаціонале) | Діоко Калуїтука (ТП Мазембе) | Андрес Д'Алессандро (Інтернасьонал) |

| Fair Play | Інтернаціонале |